# Leschenaultia halisidotae
Leschenaultia halisidotae is een vliegensoort uit de familie van de sluipvliegen (Tachinidae). De wetenschappelijke naam van de soort is voor het eerst geldig gepubliceerd in 1947 door Brooks.